# 徐晓白
徐晓白（1927年5月28日—2014年3月27日），女，江苏苏州人，中国环境化学家、无机化学家，中国科学院院士。

## 生平
徐晓白早年就读于上海市南洋模范中学。1944年考入交通大学化学系，1948年毕业。此后前往中央研究院化学研究所从事研究工作，师从著名化学家梁树权。
中华人民共和国成立后，曾先后任职于中国科学院物理化学研究所、长春应用化学研究所、化学研究所。1975年起前往新成立的中国科学院环境化学所工作，主要从事环境有机污染物研究。1980年至1982年间赴美国加州大学伯克利分校任访问学者。1986年起任中国科学院生态环境研究中心研究员。后又三度前往美国加州大学旧金山分校作访问研究。1995年当选中国科学院化学部院士。
2014年3月27日，徐晓白在北京逝世。

## 家庭
父亲徐祖藩是原吴淞商船专科学校校长。

## 学术贡献
徐晓白在无机化学和有机化学领域都有所贡献。在她科研生涯的早期，曾在荧光材料、稀土二元化合物以及在原子能方面配合核燃料后处理工艺作出了贡献。1975年以后，则致力于发展环境有机毒物的痕量分析、环境行为与生态毒理研究。1995年，徐晓白当选为中国科学院院士。